# Catocala desdemona
Catocala desdemona là một loài bướm đêm thuộc họ Erebidae. Nó được tìm thấy ở New Mexico, Texas và Arizona.

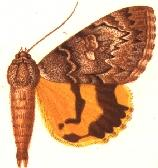
minh hoạ

It was formerly considered to be a subspecies của Catocala delilah.
Sải cánh dài 60–65 mm. Con trưởng thành bay từ tháng 5 đến tháng 6 tùy theo địa điểm. Có thể có một lứa một năm.
Ấu trùng ăn Quercus gambeli, Quercus macrocarpus và Salix.